# 게이츠헤드 (영국 의회 선거구)
게이츠헤드(Gateshead)는 잉글랜드 북부 더럼주에 위치한 영국 의회의 옛 선거구이다. 2010년부터 2024년까지 노동당의 이안 먼스가 지역구 의원을 맡았다.
2023년 웨스트민스터 선거구 정기심의 결과 관할구역 대부분이 게이츠헤드센트럴 위컴으로 신설 통합되었으며 일부 지역은 재로 게이츠헤드이스트로 편입되었다.

## 역사
1832년에 처음 신설되어 1950년에 폐지된 선거구였다. 당시 국회의원 중 유명인으로는 잉글랜드 웨일스 대법관을 지낸 제임스 멜빌 의원, 냉전 시기 유엔에서의 활동을 바탕으로 쌍방 평화적 관계 구축에 일조한 코니 질리어커스 의원이 있었다.
이후 2010년 영국 총선부터 부활하였다. 2015년 총선에서는 노동당이 승리한 232개 지역구 중 득표격차 순으로는 33번째로 큰 지역구로 이름을 올렸다. 지난 총선과 비교해 봤을 때 표 격차가 2.6%더 증가한 것으로 나타났다.

## 구획
- 2010년~: 게이츠헤드 도시자치구 브리지스, 초던, 데컴, 던스턴 팀스, 펠링, 하이펠, 로블리힐 벤셤, 로우펠, 솔트월, 윈디누크, 화이트힐스

2007년 잉글랜드 구획위원회는 선거구 개편 심의를 통해 게이츠헤드 지역구의 부활을 권고하였다. 기존의 게이츠헤드이스트 워싱턴웨스트와 타인브리지 지역구의 일부 지역을 통합하는 것이다.
현재 지역구 주민은 백인 노동계층이 압도적으로 많다. 전체 유권자 중 95%가 백인 영국인으로 추산된다. 지역구 정치성향도 이러한 바탕으로부터 비롯되었는데, 로우펠 지역을 제외한 지역구 내 모든 선거지역은 노동당 지지세가 강하며 브렉시트에 압도적으로 찬성한 것으로 조사되었다.

## 역대 국회의원
| 선거 | 선거       | 의원               | 정당                                                                 | 비고 |
| ---- | ---------- | ------------------ | -------------------------------------------------------------------- | ---- |
|      | 1832년     | 커스버트 리폰      | 급진당                                                               |      |
|      | 1841년     | 윌리엄 허트        | 급진당                                                               |      |
|      | 1859년     | 윌리엄 허트        | 자유당                                                               |      |
|      | 1874년     | 월터 제임스        | 자유당                                                               |      |
|      | 1893년     | 윌리엄 앨런 경     | 자유당                                                               |      |
|      | 1904년     | 존 존슨            | 자유당                                                               |      |
|      | 1910년 1월 | 해럴드 엘버스턴 경 | 자유당                                                               |      |
|      | 1918년     | 허버트 서티스      | 연합보수당                                                           |      |
|      | 1922년     | 존 브라더턴        | 노동당                                                               |      |
|      | 1923년     | 존 디키            | 자유당                                                               |      |
|      | 1924년     | 존 버킷            | 노동당                                                               |      |
|      | 1929년     | 제임스 멜빌 경     | 노동당                                                               |      |
|      | 1931년     | 허버트 에반스      | 노동당                                                               |      |
|      | 1931년     | 토머스 매그니      | 국민자유당                                                           |      |
|      | 1945년     | 코니 질리어커스    | 노동당 (1945–49) 노동당 무소속 그룹 (1949) 노동당계 무소속 (1949–50) |      |
|      | 1950년     | 선거구 폐지        | 선거구 폐지                                                          |      |

### 2010년~2024년
| 선거 | 선거   | 의원        | 정당        | 비고 |
| ---- | ------ | ----------- | ----------- | ---- |
|      | 2010년 | 이안 먼스   | 노동당      |      |
|      | 2024년 | 선거구 폐지 | 선거구 폐지 |      |

## 선거 결과 (2010년~2019년)
|  | 54.1% |

|  | 21.3% |

|  | 14.9% |

|  | 4.7% |

|  | 2.9% |

|  | 1.0% |

|  | 0.7% |

|  | 0.3% |

|  | 56.8% |

|  | 17.8% |

|  | 14.5% |

|  | 6.8% |

|  | 4.1% |

|  | 65.1% |

|  | 23.9% |

|  | 5.4% |

|  | 4.1% |

|  | 1.5% |

|  | 53.6% |

|  | 34.7% |

|  | 7.3% |

|  | 4.3% |

## 선거 결과 (1859년~1950년)

### 1830년대
| 1832년 영국 총선게이츠헤드 |                           |        |        |        |      |      |
| 유권자수: 454명            |                           |        |        |        |      |      |
| 후보                       | 후보                      | 정당   | 득표   | 득표율 | 당락 | 비고 |
|                            | 커스버트 리폰             | 급진당 | 무투표 | 무투표 | 당선 |      |
|                            | 급진당 승리 (지역구 획득) |        |        |        |      |      |

| 1835년 영국 총선게이츠헤드 |               |        |        |        |      |      |
| 유권자수: 506명            |               |        |        |        |      |      |
| 후보                       | 후보          | 정당   | 득표   | 득표율 | 당락 | 비고 |
|                            | 커트버트 리폰 | 급진당 | 무투표 | 무투표 | 당선 |      |
|                            | 급진당 유지   |        |        |        |      |      |

|  | 61.0% |

|  | 39.0% |

### 1840년대
| 1841년 영국 총선게이츠헤드 |             |        |        |        |      |      |
| 유권자수: 554명            |             |        |        |        |      |      |
| 후보                       | 후보        | 정당   | 득표   | 득표율 | 당락 | 비고 |
|                            | 윌리엄 허트 | 급진당 | 무투표 | 무투표 | 당선 |      |
|                            | 급진당 유지 |        |        |        |      |      |

| 1847년 영국 총선게이츠헤드 |             |        |        |        |      |      |
| 유권자수: 656명            |             |        |        |        |      |      |
| 후보                       | 후보        | 정당   | 득표   | 득표율 | 당락 | 비고 |
|                            | 윌리엄 허트 | 급진당 | 무투표 | 무투표 | 당선 |      |
|                            | 급진당 유지 |        |        |        |      |      |

### 1850년대
|  | 45.3% |

|  | 31.9% |

|  | 22.8% |

| 1857년 영국 총선게이츠헤드 |             |        |        |        |      |      |
| 유권자수: 895명            |             |        |        |        |      |      |
| 후보                       | 후보        | 정당   | 득표   | 득표율 | 당락 | 비고 |
|                            | 윌리엄 허트 | 급진당 | 무투표 | 무투표 | 당선 |      |
|                            | 급진당 유지 |        |        |        |      |      |

| 1859년 영국 총선게이츠헤드 |             |        |        |        |      |      |
| 유권자수: 913명            |             |        |        |        |      |      |
| 후보                       | 후보        | 정당   | 득표   | 득표율 | 당락 | 비고 |
|                            | 윌리엄 허트 | 자유당 | 무투표 | 무투표 | 당선 |      |
|                            | 자유당 유지 |        |        |        |      |      |

### 1860년대
| 1860년 2월 13일 재보궐선거게이츠헤드 |             |        |        |        |      |      |  |
|                                      |             |        |        |        |      |      |  |
| 후보                                 | 후보        | 정당   | 득표   | 득표율 | 당락 | 비고 |  |
|                                      | 윌리엄 허트 | 자유당 | 무투표 | 무투표 | 당선 |      |  |
|                                      | 자유당 유지 |        |        |        |      |      |  |

- 윌리엄 허트 의원의 무역위원회 부의장 임명으로 치러진 선거다.

| 1865년 영국 총선게이츠헤드 |             |        |        |        |      |      |  |
|                            |             |        |        |        |      |      |  |
| 후보                       | 후보        | 정당   | 득표   | 득표율 | 당락 | 비고 |  |
|                            | 윌리엄 허트 | 자유당 | 무투표 | 무투표 | 당선 |      |  |
|                            | 자유당 유지 |        |        |        |      |      |  |

|  | 63.5% |

|  | 36.5% |

### 1870년대
|  | 75.1% |

|  | 24.7% |

|  | 0.2% |

- 아버스노트 후보는 선거 전날 후보직에서 물러났다.[22]

### 1880년대
|  | 78.5% |

|  | 21.5% |

|  | 65.6% |

|  | 34.4% |

| 1886년 영국 총선게이츠헤드 |             |        |        |        |      |      |  |
|                            |             |        |        |        |      |      |  |
| 후보                       | 후보        | 정당   | 득표   | 득표율 | 당락 | 비고 |  |
|                            | 월터 제임스 | 자유당 | 무투표 | 무투표 | 당선 |      |  |
|                            | 자유당 유지 |        |        |        |      |      |  |

### 1890년대
|  | 51.4% |

|  | 48.5% |

|  | 53.6% |

|  | 46.4% |

- 제임스 의원이 노스본 경으로 추대, 상원의원이 되면서 치러진 선거다.

|  | 52.0% |

|  | 48.0% |

### 1900년대

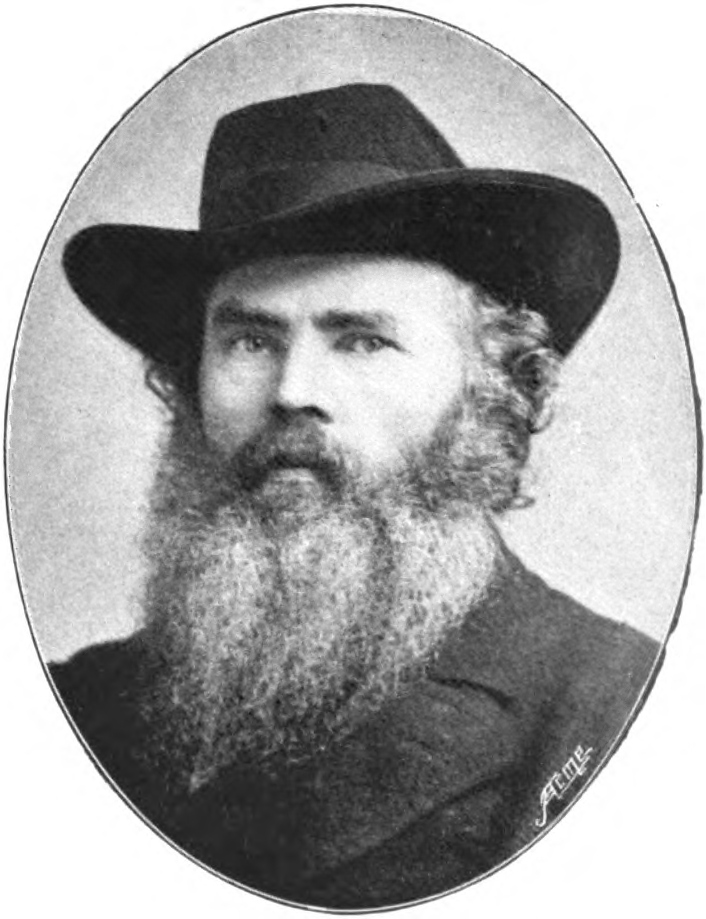
앨런 의원

|  | 53.8% |

|  | 46.2% |

|  | 54.0% |

|  | 46.0% |

|  | 65.3% |

|  | 34.7% |

### 1910년대
|  | 40.7% |

|  | 37.9% |

|  | 21.4% |

|  | 61.0% |

|  | 39.0% |

|  | 56.9% |

|  | 23.8% |

|  | 19.3% |

### 1920년대
|  | 43.8% |

|  | 31.3% |

|  | 24.9% |

|  | 42.7% |

|  | 41.1% |

|  | 16.2% |

|  | 50.2% |

|  | 30.2% |

|  | 19.6% |

|  | 52.6% |

|  | 21.5% |

|  | 19.1% |

|  | 6.8% |

### 1930년대
|  | 51.6% |

|  | 48.4% |

1931년 5월 1일 제임스 멜빌 의원의 사망으로 6월 8일 재보궐선거가 치러졌다. 그러나 재보궐선거 당선자인 허버트 에반스도 10월 7일 사망하였는데 이날은 영국 의회가 차기 총선을 앞두고 해산된 날이었기에 재보궐선거는 총선으로 대신하게 되었다.
|  | 60.09% |

|  | 37.73% |

|  | 1.86% |

|  | 0.32% |

보수당의 찰스 와이트 후보는 1931년 10월 15일 후보직에서 사퇴하였으며 새로운당의 바 후보와 국민노동당의 펜넬 후보도 사퇴하였으나 투표용지에는 이름을 남겼다.
|  | 52.72% |

|  | 47.28% |

### 1940년대
|  | 67.5% |

|  | 32.5% |

## 같이 보기
- 타인 위어주의 영국 의회 선거구

### 참조주
1. ↑  “Electorate Figures - Boundary Commission for England”. 《2011 Electorate Figures》. Boundary Commission for England. 2011년 3월 4일. 2010년 11월 6일에 원본 문서에서 보존된 문서. 2011년 3월 13일에 확인함.
2. ↑  List of Labour MPs elected in 2015 by % majority 보관됨 2018-09-29 - 웨이백 머신  UK Political.info.  Retrieved 2017-01-29
3. 1 2  레이그 레이먼트의 연도별 국회의원 목록 (Leigh Rayment's Historical List of MPs) –  'N'로 시작하는 선거구 - part 2
4. ↑  Churton, Edward (1838). 《The Assembled Commons or Parliamentary Biographer: 1838》. 194쪽. 2018년 11월 5일에 확인함 – Google Books 경유.
5. ↑  English Heritage (2013). “Battersea High Street area” (PDF). University College London. 34쪽. 2018년 11월 5일에 확인함.
6. ↑  Coohill, Joseph (2011년 10월 17일). “Chapter 5. Appropriation and the Formation of the Parliamentary Liberal Party”. 《Parliamentary History》 30 (s2): 113–130. doi:10.1111/j.1750-0206.2011.00259.x.
7. ↑  Quinault, Roland; Swift, Roger; Windscheffel, Ruth Clayton, 편집. (2016). 〈Gladstone and the Suppression of the Slave Trade〉. 《William Gladstone: New Studies and Perspectives》. Abingdon: Routledge. 255쪽. ISBN 9781315547152. 2018년 5월 10일에 확인함 – Google Books 경유.
8. ↑  Steele, ED (1991). 〈Party: Whigs and Liberals〉. 《Palmerston and Liberalism: 1855-1865》. Cambridge: Cambridge University Press. 84–85쪽. ISBN 978-0-521-40045-9. 2018년 5월 10일에 확인함 – Google Books 경유.
9. ↑  “Election Data 2010”. Electoral Calculus. 2013년 7월 26일에 원본 문서에서 보존된 문서. 2015년 10월 17일에 확인함.
10. ↑  Official results 보관됨 15 6월 2011 - 웨이백 머신 from Gateshead Council
11. ↑  “Election Data 2015”. Electoral Calculus. 2015년 10월 17일에 원본 문서에서 보존된 문서. 2015년 10월 17일에 확인함.
12. ↑  “Greens name election candidates”.
13. ↑  “Statement of Persons Nominated and Notice of Poll” (PDF) (영어). 2019년 11월 14일. 2021년 7월 15일에 원본 문서 (PDF)에서 보존된 문서. 2021년 7월 15일에 확인함.
14. 1 2 3 4 5 6 7 8 9 10 11 12 13  Craig, F. W. S., 편집. (1977). 《British Parliamentary Election Results 1832-1885》 1판. London: Macmillan Press. ISBN 978-1-349-02349-3.
15. ↑  《List of Electors of the Borough of Gateshead Arranged as they used their Elective Franchise at the first contested election, July 27, 1837》. Gateshead: W. Stephenson. 1837. 2020년 4월 13일에 확인함 – Google Books 경유.
16. ↑  “Gateshead Election”. 《Newcastle Journal》. 1852년 7월 10일. 5면. 2018년 5월 10일에 확인함 – British Newspaper Archive 경유.
17. ↑  “Dinner to Ralph Walters, Esq. at Gateshead”. 《Newcastle Journal》. 1852년 7월 31일. 8면. 2018년 5월 10일에 확인함 – British Newspaper Archive 경유.
18. ↑  “Election Intelligence”. 《Morning Chronicle》. 1852년 7월 7일. 2–5면. 2018년 5월 10일에 확인함 – British Newspaper Archive 경유.
19. ↑  “Gateshead”. 《Newcastle Chronicle》. 1868년 10월 31일. 3–4면. 2018년 2월 13일에 확인함 – British Newspaper Archive 경유.
20. ↑  “Gateshead”. 《Sheffield Independent》. 1874년 1월 31일. 6면. 2017년 12월 30일에 확인함 – British Newspaper Archive 경유.
21. ↑  “Gateshead”. 《Newcastle Journal》. 1874년 1월 28일. 2면. 2018년 2월 13일에 확인함 – British Newspaper Archive 경유.
22. ↑  “Gateshead - Close of the Poll”. 《Jersey Independent and Daily Telegraph》. 1874년 2월 5일. 2면. 2017년 12월 30일에 확인함 – British Newspaper Archive 경유.
23. ↑  “The General Election”. 《Leicester Chronicle》. 1880년 4월 3일. 8면. 2017년 11월 26일에 확인함 – British Newspaper Archive 경유.
24. 1 2 3 4 5 6 7 8  British Parliamentary Election Results 1885-1918, FWS Craig
25. ↑  “Presentation to Mr J. H. Bottomley”. 《Sheffield Daily Telegraph》. 1886년 4월 23일. 4면. 2017년 11월 26일에 확인함 – British Newspaper Archive 경유.